# Телечка (Сомбор)
Телечка (мађ. Bácsgyulafalva) је насеље у административној области града Сомбора, у Западнобачком управном округу, у Србији. Удаљено је 22 km од Сомбора и 7 km од Кљајићева. И по површини и по броју становника је једно од најмањих насеља у градској општини. Према попису из 2022. било је 1182 становника.

## Историја
Данашње село Телечка настало је 1883/84. године, када се овде преселило неколико стотина мађарских породица из северног Баната, највише из Сајана, али и из других мађарских села у околини Кикинде. Под вођством Ђерђа Шипоша, након што су добили неопходне сагласности царског двора и мађарског министра финансија грофа Ђуле Сапарија, насељеници су у јесен 1883. г. напустили своја, често плављена, банатска села и прешли на пустару Кула у каравану који је чинило преко 200 запрежних кола. Овде су начинили колибе, поделили, означили и засејали земљу, а у пролеће 1884. г. довели су и своје породице, те је започело парцелисање будућих улица и кућних плацева. Насеље је, у част мађарског министра финансија Ђуле Сапарија, названо Ђулафалва (касније Бачђулафалва).
Убрзо је подигнута и прва црква, а у фебруару 1885. г. почела је и школска настава. У лето 1884. г. у Ђулафалви је живело 1.113 житеља у 235 породица, али је досељавање настављено, па је већ наредне 1885. г. овде живело око 2.500 житеља. Ђулафалва је 1894. г. добила статус засебне општине у Бачко-бодрошкој жупанији. Према попису из 1910. г. у селу је живело 2.818 становника (2.575 Мађара, 238 Немаца, 5 осталих).

## Демографија
У насељу Телечка живи 1689 пунолетних становника, а просечна старост становништва износи 42,4 година (39,4 код мушкараца и 45,2 код жена). У насељу има 785 домаћинстава, а просечан број чланова по домаћинству је 2,65 (попис 2002).
Ово насеље је углавном насељено Мађарима (према попису из 2002. године), а у последња четири пописа, примећен је пад у броју становника.
|  |

| Демографија | Демографија | Демографија |
| Година      | Становника  | Становника  |
| ----------- | ----------- | ----------- |
| 1948.       | 3.122       |             |
| 1953.       | 3.090       |             |
| 1961.       | 2.996       |             |
| 1971.       | 2.665       |             |
| 1981.       | 2.429       |             |
| 1991.       | 2.138       | 2.118       |
| 2002.       | 2.084       | 2.148       |
| 2011.       | 1.720       |             |

| Етнички састав према попису из 2002.‍ | Етнички састав према попису из 2002.‍ | Етнички састав према попису из 2002.‍ | Етнички састав према попису из 2002.‍ | Етнички састав према попису из 2002.‍ |
| ------------------------------------ | ------------------------------------ | ------------------------------------ | ------------------------------------ | ------------------------------------ |
|                                      |                                      |                                      |                                      |                                      |
| Мађари                               | Мађари                               |                                      | 1.508                                | 72,36%                               |
| Срби                                 | Срби                                 |                                      | 429                                  | 20,58%                               |
| Роми                                 | Роми                                 |                                      | 37                                   | 1,77%                                |
| Југословени                          | Југословени                          |                                      | 23                                   | 1,10%                                |
| Хрвати                               | Хрвати                               |                                      | 13                                   | 0,62%                                |
| Буњевци                              | Буњевци                              |                                      | 6                                    | 0,28%                                |
| Немци                                | Немци                                |                                      | 4                                    | 0,19%                                |
| Црногорци                            | Црногорци                            |                                      | 1                                    | 0,04%                                |
| Румуни                               | Румуни                               |                                      | 1                                    | 0,04%                                |
| непознато                            | непознато                            |                                      | 0                                    | 0,0%                                 |

| Година пописа     | 1948. | 1953. | 1961. | 1971. | 1981. | 1991. | 2002. |
| ----------------- | ----- | ----- | ----- | ----- | ----- | ----- | ----- |
| Број домаћинстава | 1.025 | 1.073 | 1.086 | 972   | 923   | 856   | 785   |

| Број чланова      | 1   | 2   | 3   | 4   | 5  | 6  | 7 | 8 | 9 | 10 и више | Просек |
| ----------------- | --- | --- | --- | --- | -- | -- | - | - | - | --------- | ------ |
| Број домаћинстава | 180 | 244 | 153 | 136 | 40 | 21 | 6 | 2 | 2 | 1         | 2,65   |

| Пол    | Укупно | Неожењен/Неудата | Ожењен/Удата | Удовац/Удовица | Разведен/Разведена | Непознато |
| ------ | ------ | ---------------- | ------------ | -------------- | ------------------ | --------- |
| Мушки  | 851    | 242              | 532          | 40             | 37                 | 0         |
| Женски | 896    | 101              | 538          | 221            | 35                 | 1         |
| УКУПНО | 1.747  | 343              | 1.070        | 261            | 72                 | 1         |

| Пол    | Укупно                    | Пољопривреда, лов и шумарство | Рибарство                            | Вађење руде и камена | Прерађивачка индустрија       |
| ------ | ------------------------- | ----------------------------- | ------------------------------------ | -------------------- | ----------------------------- |
| Мушки  | 510                       | 350                           | 0                                    | 0                    | 56                            |
| Женски | 295                       | 205                           | 0                                    | 0                    | 10                            |
| УКУПНО | 805                       | 555                           | 0                                    | 0                    | 66                            |
| Пол    | Производња и снабдевање   | Грађевинарство                | Трговина                             | Хотели и ресторани   | Саобраћај, складиштење и везе |
| Мушки  | 1                         | 16                            | 41                                   | 17                   | 8                             |
| Женски | 0                         | 1                             | 19                                   | 20                   | 1                             |
| УКУПНО | 1                         | 17                            | 60                                   | 37                   | 9                             |
| Пол    | Финансијско посредовање   | Некретнине                    | Државна управа и одбрана             | Образовање           | Здравствени и социјални рад   |
| Мушки  | 1                         | 1                             | 4                                    | 5                    | 6                             |
| Женски | 0                         | 1                             | 4                                    | 14                   | 14                            |
| УКУПНО | 1                         | 2                             | 8                                    | 19                   | 20                            |
| Пол    | Остале услужне активности | Приватна домаћинства          | Екстериторијалне организације и тела | Непознато            | Непознато                     |
| Мушки  | 4                         | 0                             | 0                                    | 0                    | 0                             |
| Женски | 6                         | 0                             | 0                                    | 0                    | 0                             |
| УКУПНО | 10                        | 0                             | 0                                    | 0                    | 0                             |